# Kali Yug: Die Göttin der Rache
Kali Yug: Die Göttin der Rache ist der erste Teil eines italienisch-deutsch-französischen Abenteuerfilm-Zweiteilers aus dem Jahre 1963 des italienischen Regie-Veterans Mario Camerini. Die Hauptrollen spielen Paul Guers, Claudine Auger, Senta Berger und Lex Barker.

## Handlung
Indien im Jahre 1880: Die Anhängerschaft der gewalttätigen und unheimlichen Sekte „Söhne der Göttin Kali“ bedroht Land und Leute. Auch der britische Arzt Simon Palmer, seit Kindheit mit diesem Land vertraut und in einem abgelegenen Dorf mit medizinischen Aufgaben – dem Kampf gegen Pocken – betraut, spürt dies am eigenen Leib. Er erwartet eine dringend benötigte Medikamentenlieferung, doch diese bleibt aus, da die sie transportierende Karawane von den Anhängern des fanatischen Sektenpriesters überfallen und gestoppt wurde. Auch Palmers Assistent und einige Helfer, die das Serum aus Madanpur herbringen sollten, verschwinden spurlos. Dr. Palmer bittet die britischen Kolonialherren unter der Führung von Gouverneur Talbot um Beistand, doch die britische Obrigkeit zeigt kein Interesse und weist ihn ab. Daraufhin beginnt Palmer auf eigene Faust Nachforschungen anzustellen. Als er während einer Feier im britischen Offiziersclub mehrfach um eine Unterredung mit dem versnobten und ein wenig kindischen Captain Walsh bittet und dieser ganz offensichtlich Dr. Palmers Nöte wegen der ausbleibenden Medikamentenlieferung und den Verschwundenen nicht ernst nimmt, kommt es daraufhin zu einer scharfen Auseinandersetzung mit dem blonden Offizier. Als Walsh auch noch Andeutungen macht, dass Palmer der schönen jungen Frau des Gouverneurs, Catherine Talbot, nachstelle, kommt es zu Handgreiflichkeiten zwischen den beiden Männern. Major Ford, die rechte Hand des Gouverneurs, kann gerade noch schlichtend eingreifen. Palmer stößt in seinem Ärger über Walshs Ignoranz diesen zu Boden. Kurz darauf wird Captain Walsh ermordet aufgefunden und Dr. Palmer der Tat verdächtigt. In Wahrheit hat ihn ein gedungener Mörder der Kali Yug-Sekte erdrosselt. Major Ford sieht sich gezwungen, einen Haftbefehl auf Dr. Palmer auszustellen.
Dieser entzieht sich einer Verhaftung dank einer Warnung von Gopal, dem indischen Sekretär des Gouverneurs, und gerät bei seiner Suche nach den Verschwörern und Hintermännern der Sekte in gefährliche Abenteuer. Lediglich die schöne Tänzerin Amrita, die Captain Walsh zuletzt lebend gesehen hatte, steht Palmer bei und wird fortan zu seiner Wegbegleiterin. Dr. Palmer ahnt nicht, dass sie sich längst in den gutaussehenden Europäer, der so sehr viel selbstloser als ihre eigenen Landsleute ist, verliebt hat. Amrita wird von dem fanatischen Sektenpriesters Saddhu, in dessen Bann sie steht, aufgefordert, sich sofort zu dem Palast des Maharadschas in Hasnabad zu begeben. Palmer und Gopal folgen ihr dorthin. In Hasnabad plant die Sekte der Kali Yug, Kanchan, den Enkel des Maharadschas, zu entführen. Dabei werden einige Sektenmitglieder gefangen genommen. Auch Palmer und Gopal, die man für Komplizen der Entführer hält, werden eingekerkert. Niemand glaubt ihren Unschuldsbeteuerungen, stattdessen foltern die Lakaien des Maharadschas beide und bedrohen sie mit einem schrecklichen Tode, sollten sie nicht gestehen und sagen, wohin der Enkel des Maharadschas verschleppt worden ist. Eingebuddelt in den Sand, warten die Gefangenen des Maharadschas darauf, dass ein herangeführter Elefant ihre Köpfe zertrampelt. Als der Elefant vor Dr. Palmers Haupt sein rechtes Vorderbein hebt, stoppt ihn der Maharadscha vorerst und entsendet einen Emissär zum britischen Gouverneur, um zu erfahren, ob Palmer tatsächlich derjenige ist, der zu sein er vorgibt. Gouverneur Talbot erfährt von seiner Frau, dass Dr. Palmer, von dem man munkelt, er habe eine Affäre mit Catherine gehabt, ihr Jugendfreund gewesen sei. Es habe aber nie eine Liaison mit ihm gegeben, versichert ihm seine Gattin.

## Produktionsnotizen
Kali Yug: Die Göttin der Rache, nach einem Roman von Robert Westerby gedreht, erlebte seine Uraufführung am 7. November 1963 und wurde in Deutschland am 21. Februar 1964 herausgebracht. In Österreich lief dieser erste Teil am 13. März 1964 an. Im dritten koproduzierenden Land Frankreich wurde dieser Streifen seit dem 17. Juni 1964 gezeigt. Die Geschichte wurde mit Kali Yug, 2. Teil: Aufruhr in Indien fortgesetzt.
Die Dreharbeiten fanden von Februar bis Mai 1963 vor Ort in Indien statt. Obwohl auf Patz 3 gesetzt, ist Lex Barker nur in wenigen Szenen zu sehen. Er habe nur deshalb das Angebot, in diesem Film mitzuwirken, angenommen, weil er einmal Indien bereisen wollte, wie er in einem Interview darlegte.
Die Filmbauten und die Kostüme entwarf Maurizio Chiari. Luigi Kuveiller führte die Kamera unter Aldo Tontis Leitung.
Für den britischen Schauspielerveteran Ian Hunter war der Part des Gouverneurs seine letzte Kinofilmrolle.

## Synchronisation
| Rolle             | Darsteller     | Synchronsprecher      |
| ----------------- | -------------- | --------------------- |
| Dr. Simon Palmer  | Paul Guers     | Eckart Dux            |
| Catherine Talbot  | Senta Berger   | sie selbst            |
| Major Ford        | Lex Barker     | Gert Günther Hoffmann |
| Amrita            | Claudine Auger | Uta Hallant           |
| Ram Chand         | Sergio Fantoni | Klaus Miedel          |
| Gouverneur Talbot | Ian Hunter     | Konrad Wagner         |
| Saddhu            | Klaus Kinski   | er selbst             |
| Gopal             | I. S. Johar    | Alexander Welbat      |
| Ltnt. Collins     | Joachim Hansen | er selbst             |
| Maharadscha       | Roldano Lupi   | Curt Ackermann        |
| Captain Walsh     | Michael Medwin | Wolfgang Draeger      |

Die deutsche Dialogregie übernahm Klaus von Wahl nach einem Buch von Gerda von Rüxleben.

## Kritiken
Paimann’s Filmlisten resümierte: „Eine der Stories, für deren Herkömmlichkeit ihre imponierende, teils originelle Ausstattung entschädigt.“

„Anspruchsloser Abenteuerfilm vor dem Hintergrund orientalischer Pracht und des fanatischen Kampfes der berüchtigten Kali-Yug-Sekte gegen die Engländer.“

„Durchschnittlicher Abenteuerfilm mit moralischen und gesellschaftskritischen Tendenzen, dabei nicht ohne Spannung.“